# مستشفى القديس إغناطيوس
مستشفى القديس إغناطيوس (بالإنجليزية: St. Ignatius Hospital) هو مستشفى تاريخي سابق يقع في مدينة كولفاكس بولاية واشنطن، الولايات المتحدة. يُعد من أقدم المؤسسات الطبية التي أنشأتها الراهبات الكاثوليكيات في المنطقة.

## التأسيس والبناء
وُضع حجر الأساس للمستشفى في يونيو عام 1893 بواسطة راهبات المحبة (Sisters of Providence)، وافتُتح لاحقًا لتقديم الرعاية الطبية لسكان مقاطعة ويتمن والمناطق المحيطة.

## الدور الطبي
لعب المستشفى دورًا محوريًا في الرعاية الصحية الإقليمية خلال القرن العشرين، حيث قدم خدمات متنوعة للمرضى، بما في ذلك الجراحة والولادة والعناية بالمصابين في الحروب.

## الإغلاق والحالة الحالية
أُغلق المستشفى في السبعينيات بعد افتتاح مستشفى بديل في المنطقة، ومنذ ذلك الحين أصبح المبنى مهجورًا. ورغم إغلاقه، فقد أصبح موقعًا يجذب المهتمين بالتاريخ وحتى الزوار الفضوليين بسبب سمعته المرتبطة بالقصص الغامضة والنشاطات الخارقة المزعومة.

## الأهمية التاريخية
يُعد المستشفى أحد الأمثلة النادرة المتبقية على طراز المستشفيات الدينية في أواخر القرن التاسع عشر، كما يمثل حقبة من تاريخ الراهبات الكاثوليكيات اللواتي لعبن دورًا رياديًا في تطوير الرعاية الصحية في المناطق الريفية الغربية من الولايات المتحدة.